# IC 3669
IC 3669 — галактика типу GxyP (частина галактики) у сузір'ї Гончі Пси.
Цей об'єкт міститься в оригінальній редакції індексного каталогу.